# 1873 en Lorraine
Chronologie de la Lorraine
- 1869
- 1870
- 1871
- 1872
- 1873
- 1874
- 1875
- 1876
- 1877

Cette page est une liste d'événements qui se sont produits durant l'année 1873 en Lorraine.

## Éléments de contexte
- Entre 1873 et 1879, la Lorraine annexée connaît la récession[1].

## Événements

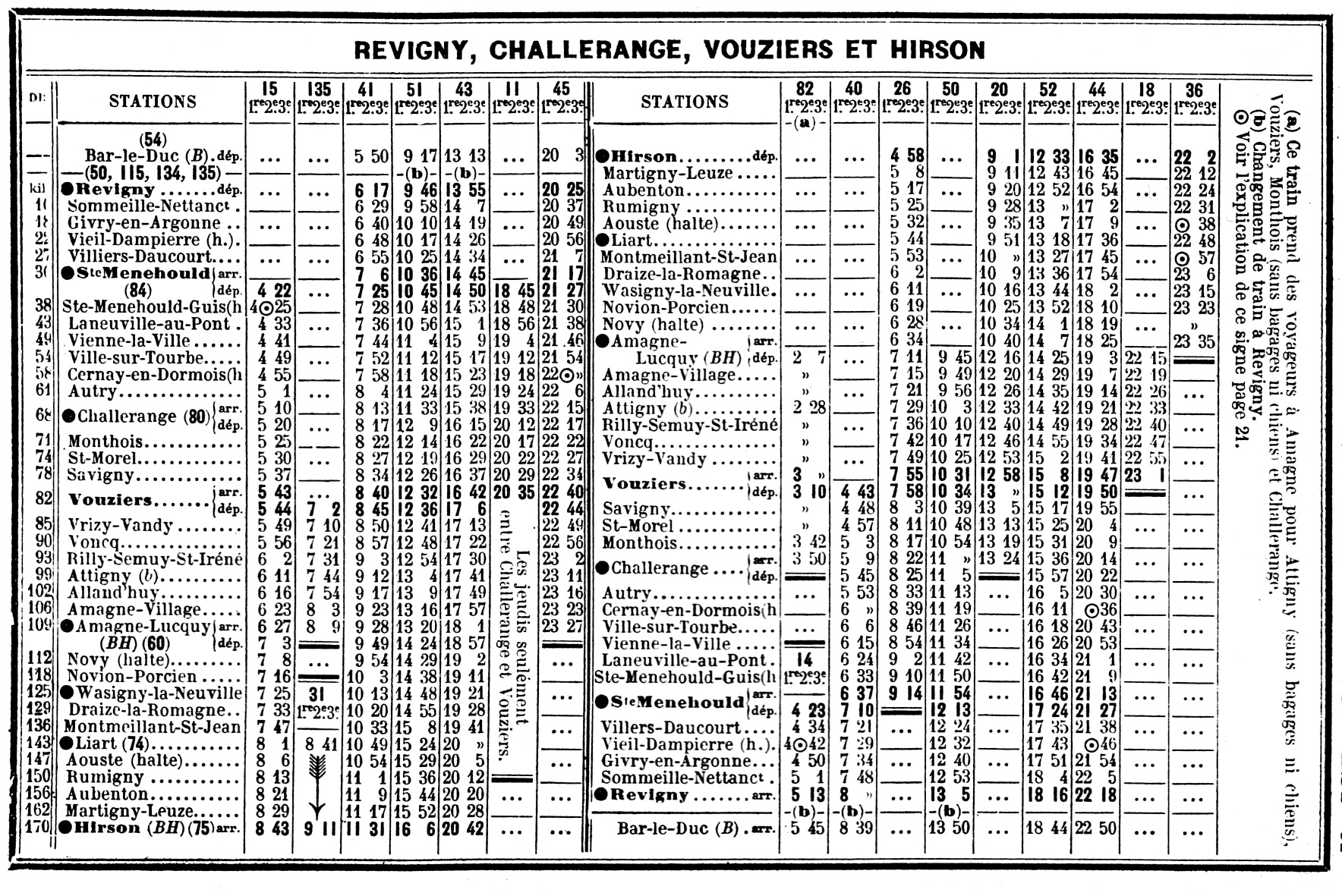
Horaires de la ligne de chemin de fer d'Amagne à Revigny en 1914 alors que la ligne a été prolongée jusqu'à Hirson

- Les armées prussiennes évacuent le territoire français après le paiement de la contribution de guerre de 5 milliards[2].
- Le 26e régiment d'infanterie s'installe à Nancy dans une athmosphère qui annonce la revanche[3].
- Mise en service de la section Château-Salins - Nancy de la ligne Nancy - Sarreguemines[4]
- Mise en service de la ligne d'Amagne - Lucquy à Revigny, ligne ferroviaire française à écartement standard des départements des Ardennes, de la Marne et de la Meuse.
- Ouverture de la Mine Heydt à Audun-le-Tiche[5].
- Ernest de Bouteiller fonde, à Paris la société de prévoyance et de secours mutuels des Alsaciens-Lorrains, dont il est président.
- Le cardinal Césaire Mathieu couronne la statue de Notre-Dame de Sion en présence de tous les prélats de Lorraine[3].

- 10 mars : apparitions mariales à Betting et Biding[6].
- 15 mars : apparition mariale à Guising[6].
- 10 mai : les statuts de la Société des sciences de Nancy, l'actuelle Académie lorraine des sciences, sont déposés en préfecture de Nancy[7].
- 13 septembre : libération de Verdun, dernière ville occupée par les troupes allemandes une fois totalement payée l'indemnité de Guerre prévue au Traité de Francfort[8].
- 31 octobre : important effondrement dans la mine de sel Daguin, à peu de distance de la gare de Varangéville. L'accident a fait plusieurs victimes[9].

## Naissances

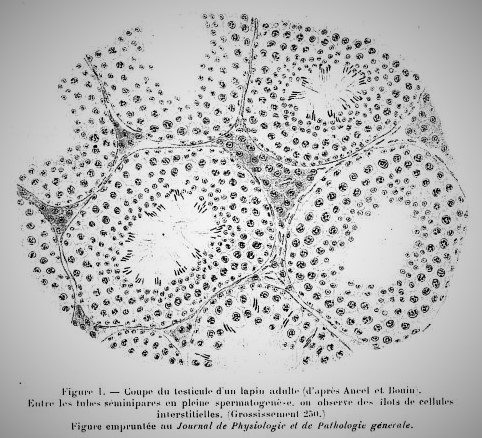
Coupe du testicule d'un lapin adulte (d'après Ancel et Bouin), Figure tirée de A. Branca, « La cellule interstitielle du testicule », La Presse médicale, 1905, N°64, p. 505-8, Texte intégral.

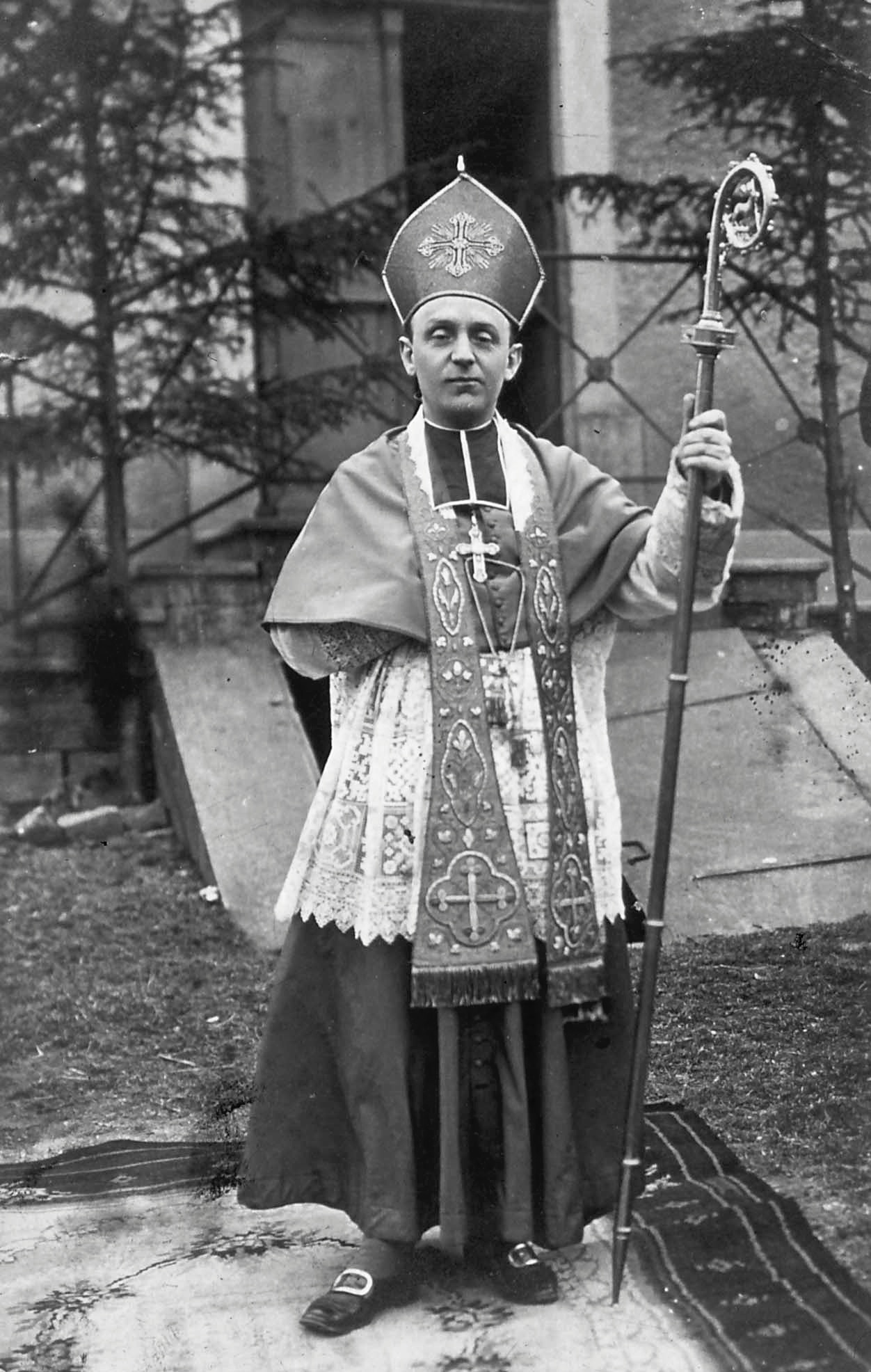
Charles Ruch

- 5 février à Commercy : Georges Léonce Mangin; décédé vers Tidjikdja, le 13 juin 1908, officier d'infanterie coloniale et explorateur français.
- 9 mars à Sarreguemines : Maximilian von Jaunez (1873-1947), entrepreneur et homme politique franco-allemand. Il fut député au Reichstag de 1903 à 1907.
- 29 juin à Auzécourt dans la Meuse : Louis Courot, homme politique français décédé le 15 mai 1958 dans sa ville natale.
- 4 juillet à épinal : Henri Thiriet, mort à Créteil le 10 juin 1946, affichiste et illustrateur français.
- 6 juillet à Sarrebourg : Rudolf Frantz († 1950), général allemand. Durant la Première Guerre mondiale, il a reçu la croix Pour le Mérite, le 25 juillet 1917.
- 11 juillet à Lemberg (Moselle) : Louis Pinck, mort le 8 décembre 1940 à Sarrebruck, prêtre catholique du diocèse de Metz, folkloriste et collecteur de chants traditionnels de la Lorraine allemande[10].
- 12 juillet à Metz : Raphaël de Westphalen (mort le 5 août 1949 dans la même ville), médecin et folkloriste mosellan.
- 21 juillet à Mirecourt : Marguerite Crissay, aussi appelée Marguerite Crissey, née Marie Marguerite Prud'homme, morte le 21 juin 1945 dans le 14e arrondissement de Paris, peintre française.
- 14 août à Chamagne : Alice Jouenne, morte le 10 janvier 1954 à Paris, enseignante et militante socialiste.
- 21 septembre, Nancy : Albert Paul Ancel, mort le 27 janvier 1961 à Paris, est un médecin et biologiste français, professeur d'anatomie à la Faculté de médecine de Nancy et d'embryologie à la Faculté de médecine de Strasbourg, pionnier de l'endocrinologie sexuelle avec Pol Bouin et auteur d'importants travaux de tératologie expérimentale.
- 24 septembre à Nancy : Charles-Joseph-Eugène Ruch, mort à Strasbourg le 30 août 1945, est un évêque français.
- 16 octobre à épinal : Paul-Augustin Lapicque, armateur, capitaine au long cours et entrepreneur français, mort le 26 décembre 1949 à Hongay, au Vietnam[11].
- 1 novembre à Longwy : Louis Petitier est un homme politique français décédé le 27 mai 1924 à Longwy. Brasseur à Longwy, il est maire de la ville. Élu député le 11 mai 1924, il meurt 15 jours plus tard.
- 18 décembre à Verdun : Suzanne Desprès, née de Joséphine Charlotte Bonvalet , morte dans le 9e arrondissement de Paris le 29 juin 1951, actrice française.
- 29 décembre à Lunéville : Charles Guérin, mort à Lunéville le 17 mars 1907, poète français[3].

## Décès
- 1 mars à Nancy : Adrien Michaut est un homme politique français né le 14 juillet 1797 à Ogéviller (Meurthe.
- 11 avril à Metz : Ernest Simons [ɛʁ.nɛst si.mɔns][a], né le 17 janvier 1835 à Diekirch (Belgique de facto ; Royaume uni des Pays-Bas de jure), avocat et homme politique luxembourgeois.
- 26 juin à Metz : Friedrich Schüler (né le 19 août 1791 à Bergzabern, homme politique démocrate bavarois.
- 10 novembre à Tonnoy : Joseph François de l'Espée est un homme politique français né le 12 juillet 1793 à Froville (Meurthe).